# Шейх Обайдулла
Шейх Обайдулла (курд. شێخ عوبەیدوڵڵای نەھری ,Şêx Ubeydelayê Nehrî) — лідер сучасного курдської націоналістичного руху, який боровся за визнання незалежної курдської держави або Курдистану.

## Біографія
Шейх Обайдулла народився у 1826 році у відомій родині Шемдінан, яка була власницею значної кількостю землі в курдських районах Османської імперії. Був сином шейха Тахи та племінником шейха Саліха, від якого успадкував керівництво орденом Накшбанді в Шемдінані. Під час російсько-турецької війни наприкінці 1870-х років Обайдулла очолював курдські сили, захищаючи Османську імперію від росіян. Після придушення повстання його заслали спочатку до Стамбула, а потім до Хіджазу, де він і помер.

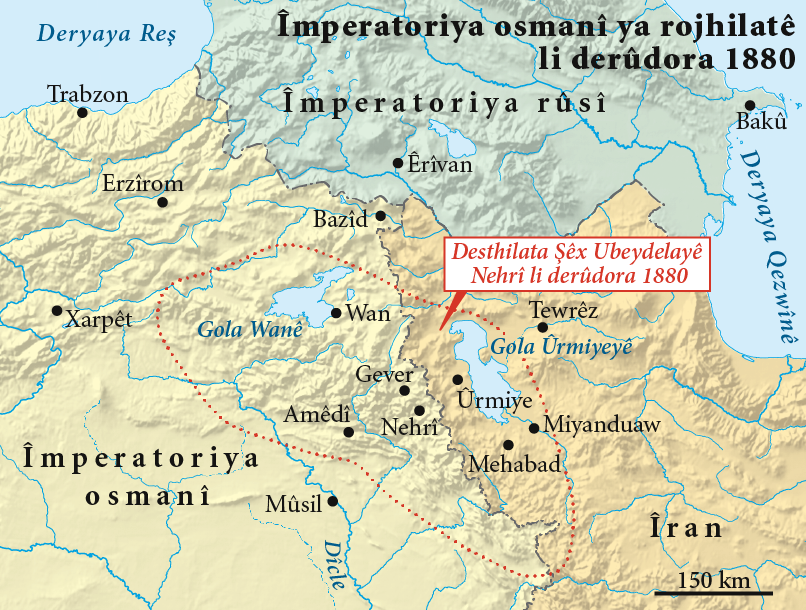
Карта повстання 1880 року

## Діяльність
Шейх Обайдулла був першим курдським лідером, який бажав створити етнічну курдську державу. Ясно вказуючи на курдські націоналістичні наміри, Убейдулла написав у листі до християнського місіонера в регіоні: "Курдська нація, що складається з понад 500 000 сімей, є окремим народом. У них інша релігія, різні закони та звичаї… Ми також окрема нація. Ми хочемо, щоб наші справи були в наших руках, і у покаранні власних кривдників ми могли бути сильними та незалежними та мати привілеї, як інші нації. « Інакше весь Курдистан візьме справу у свої руки, оскільки вони не в змозі миритися з цими безперервними злими вчинками та гнобленням, яких вони зазнають від рук перського та османського урядів».
Обайдулла зміг заручитися військовою підтримкою курдських племен та несторіанських християн з регіону Хаккарі. У листі, написаному християнським місіонером, який був у постійному контакті з Обайдуллою, написано: "Шейх у своїй газеті багато писав про тамтешніх несторіанських християн, вихваляючи їх як найкращих підданих султана. Султан заперечував і тричі повертав лист для виправлення. Шейх сказав: «Я не дуже розуміюся на політиці, але я знаю дещо про правду, і це правда».

## Завершення
Шейх Обайдулла зміг встановити свій контроль над територією, заручившись підтримкою курдських племен, які сподівалися на його прагнення відновити порядок у спустошеному війною регіоні. Обайдулла придбав значну кількість територій по обидва боки кордону між Іраном і Османською імперією, що могло спричинити загрозу британському впливу в регіоні.
У 1880 році ополчення Обайдулли вторглося на північно-західні курдські території династії Каджар, намагаючись розширити свій контроль. Обайдулла вимагав визнання курдської держави, але його ополчення зазнало поразки. Він вивів свої війська на османські території і врешті-решт здався османській владі в 1881 році та був доставлений до Стамбула. Шейху вдалось втекти і у 1882 році він спробував підняти ще одне повстання, але незабаром був повторно заарештований Османською імперією та відправлений у вигнання.
Він помер у Мецці в 1883 році.